# سمیر صرصار
سمیر صرصار (انگلیسی: Samir Sarsare؛ زادهٔ ۱۹ ژوئن ۱۹۷۵) بازیکن فوتبال اهل مراکش بود.
از باشگاه‌هایی که در آن بازی کرده‌است می‌توان به باشگاه فوتبال مغرب تطوان، باشگاه فوتبال الملعب تونس، باشگاه فوتبال حسینیه اکادیر، باشگاه فوتبال الوداد کازابلانکا، و باشگاه فوتبال الکوکب المراکشی اشاره کرد.
وی همچنین در تیم ملی فوتبال مراکش بازی کرده‌است.